# Meeder
Meeder este o comună aflată în districtul Coburg, landul Bavaria, Germania.